# Bruxanelia indica
Bruxanelia indica là một loài thực vật có hoa trong họ Thiến thảo. Loài này được Dennst. mô tả khoa học đầu tiên năm 1818.